# Hans Gerlach (Chemiker)
Hans Jakob Gerlach (* 13. August 1932 in Frauenfeld; † 3. März 2023) war ein Chemiker und Hochschullehrer.

## Leben
Hans Gerlach studierte Chemie und wurde an der ETH Zürich bei Vladimir Prelog 1959 mit der Arbeit Asymmetrische Verseifung von Estern der Hydratropasäure und β-Phenylbuttersäure mit optisch aktivem Pinakolylalkohol promoviert. Von 1971 bis 1979 war er dort als Privatdozent tätig.
An der Universität Bayreuth hatte er von 1978 bis zu seiner Emeritierung 1997 einen Lehrstuhl für organische Chemie inne. Seine Arbeitsgebiete waren insbesondere die Chemie von Naturstoffen, beispielsweise von Botenstoffen und Süßstoffen.
Ein Schwerpunkt seiner Arbeiten lag auf dem Gebiet der stereoselektiven Synthese und Verbindungen mit axialer Chiralität.
Er führte (−)-Camphansäurechlorid als Reagenz zur Trennung von racemischen Alkoholen über fraktionierende Kristallisation der diastereomeren Ester und für die Bestimmung der Enantiomerenreinheit ein.
Zu seinen vielfältigen Interessen gehörte auch der Einsatz von 2,4,10-Trioxaadamantanen als Orthoester-Schutzgruppen für Grignard-Reaktionen.

## Ehrungen
- 1974: Ruzicka-Preis der ETH Zürich

## Veröffentlichungen (Auswahl)
- mit V. Prelog: Über die Konfiguration der Nonactinsäure. Liebigs Annalen 669 (1963) Nr. 1, S. 121–135. doi:10.1002/jlac.19636690114
- mit G. Voß: Regioselektiver Brom/Lithium-Austausch bei 2,5-Dibrom-1-nitrobenzol – Eine einfache Synthese von 4-Brom-2-nitrobenzaldehyd und 6,6'-Dibromindigo. Chem. Ber. 122 (1989) S. 1199–1201. doi:10.1002/cber.19891220628
- mit B. Küchler und G. Voß: Synthese der Markierungssubstanz der Kirschenfruchtfliege Rhagoletis cerasi L. Liebigs Annalen der Chemie (1991) Nr. 6, S. 545–552. doi:10.1002/jlac.1991199101100
- mit T. Rödel: Enantioselective Synthesis of (R)-(+)-Pulvilloric Acid. Liebigs Annalen der Chemie (1997) Nr. 1, S. 213–216. doi:10.1002/jlac.199719970131